# Zolium eggersi
Zolium eggersi är en skalbaggsart som först beskrevs av Edmund Reitter 1883.  Zolium eggersi ingår i släktet Zolium och familjen kortvingar. Inga underarter finns listade i Catalogue of Life.